# California Gurls
«California Gurls» —en español: «Chicas de California»— es una canción interpretada por la cantante estadounidense Katy Perry, incluida como el primer sencillo del segundo álbum de estudio de Perry, Teenage Dream. Cuenta con la colaboración del rapero estadounidense Snoop Dogg, y está producido por el Dr. Luke, Max Martin y Benny Blanco. Fue escogida como el primer sencillo para el álbum porque la canción hace su entrada para dar el inicio del verano. La canción hizo su estreno en las estaciones de radio en los Estados Unidos el 25 de mayo de 2010.
Según Perry, la canción es una respuesta a «Empire State of Mind» de Jay-Z y Alicia Keys. La canción fue planeada en publicarse inicialmente el 25 de mayo de 2010. Después de que el sencillo fuera filtrado en Internet, la compañía discográfica Capitol Records decidió remitir su lanzamiento al 7 de mayo de 2010, con el fin de promover la canción en la página web de la cantante, en la que se utilizó el lema El verano comienza ahora.
El sencillo tuvo una buena aceptación en algunas tiendas en línea en casi todo el mundo. La canción entró a los primeros cinco puestos en las listas musicales en varios países de Europa, posicionándose en el número 1 en las listas de países como Escocia, Irlanda, Reino Unido y Polonia, y obteniendo el primer lugar en el European Hot 100. En América del Norte tuvo buena reputación llegando al primer puesto en la lista de Canadian Hot 100 de Canadá y en la lista de Billboard Hot 100 en los Estados Unidos, manteniéndose más de cinco semanas consecutivas en esas listas. En Oceanía consiguió dos certificaciones de platino en Australia y en Nueva Zelanda, encabezando el primer puesto en las listas de ese continente. La canción logró vender más de 8.370.000 copias a nivel mundial, convirtiéndose en una de las canciones más exitosas de 2010. Asimismo, «California Gurls» fue la canción más vendida durante el año 2010 en Estados Unidos. Hasta enero de 2015, la canción ha vendido 5,7 millones de copias en ese territorio.
En 2013, McKee versionó «California Gurls» como parte de un popurrí con otros siete sencillos cocompuestos por ella: «Dynamite» de Taio Cruz, «Hold It Against Me» de Britney Spears, «C'Mon» de Kesha y «Teenage Dream», «Last Friday Night (T.G.I.F.)», «Part of Me» y «Wide Awake» de la misma Perry.

## Antecedentes
"California Gurls" fue confirmado para el primer sencillo de su segundo álbum. Durante todo el año 2010, desde el Twitter de Perry, hablaba con varios de sus productores para el desarrollo de la canción, desde su Twitter dijo: "¡El Verano Empieza Ahora!", escribió en su página de Twitter. "¿Quién está preparado para escuchar mi canción "California Gurls"? Más tarde, fue publicado en YouTube, un video que muestra cómo fueron las grabaciones, donde aparece Perry y Snoop Dogg, en el estudio de grabación de Capitol Records.
Después de que la canción fue programada para el 25 de mayo de 2010, para ser lanzada en todas las estaciones de radio de los Estados Unidos, la canción fue publicado en la página web oficial de la cantante, la discográfica Capitol Récords decidió remitir su lanzamiento para el 7 de mayo de 2010, utilizando el lema: Summer Starts Now (El Verano Comienza Ahora).
La carátula de la canción fue fotografiado por Emma Summerton, el 27 de abril de 2010. Perry le informaba a sus fanes en su Twitter, que la obra de arte "no puede ser más colorido", la fotografía muestra sólo el detalle de sus uñas pintadas de color rosa. La cantante aparece sentada en la arena del mar con una peluca azul, vestido con un bikini de colores, abandonando su estilo pin-up de la carátula de su primer álbum One of the Boys.

## Estructura

### Estructura musical

El sencillo está compuesto en la tonalidad de Re menor.

«California Gurls» es una canción dance compuesta en compás de 4/4 y en la tonalidad de re menor. Los instrumentos que componen el tema son la guitarra y el teclado electrónico. La interpretación musical de la melodía está a 126 pulsaciones por minuto, que empieza con una balada electrónica. Contiene influencias de pop de los años 1990 y también de la canción "Girls Just Wanna Have Fun" de Cyndi Lauper. El ritmo del sencillo, se comparó con las canciones "TiK ToK" de Kesha y "Trouble" de Britney Spears. A pesar de las comparaciones con Britney Spears y Kesha, Perry le comentó a la revista Rolling Stone, que sus inspiraciones fueron tomadas del cantante Prince, y de otras pocas canciones de la década de 1990. El rango vocal se extiende desde la nota C4 a la nota Bb5, y la canción sigue su progresión armónica de acordes C-D-D-E-F-F en las dos primeras estrofas, F-C-D-Bb-C-F- C-D-Bb en los versos y F-G-F-F-C-G-F-F-G-F-D en el coro.

### Estructura lírica

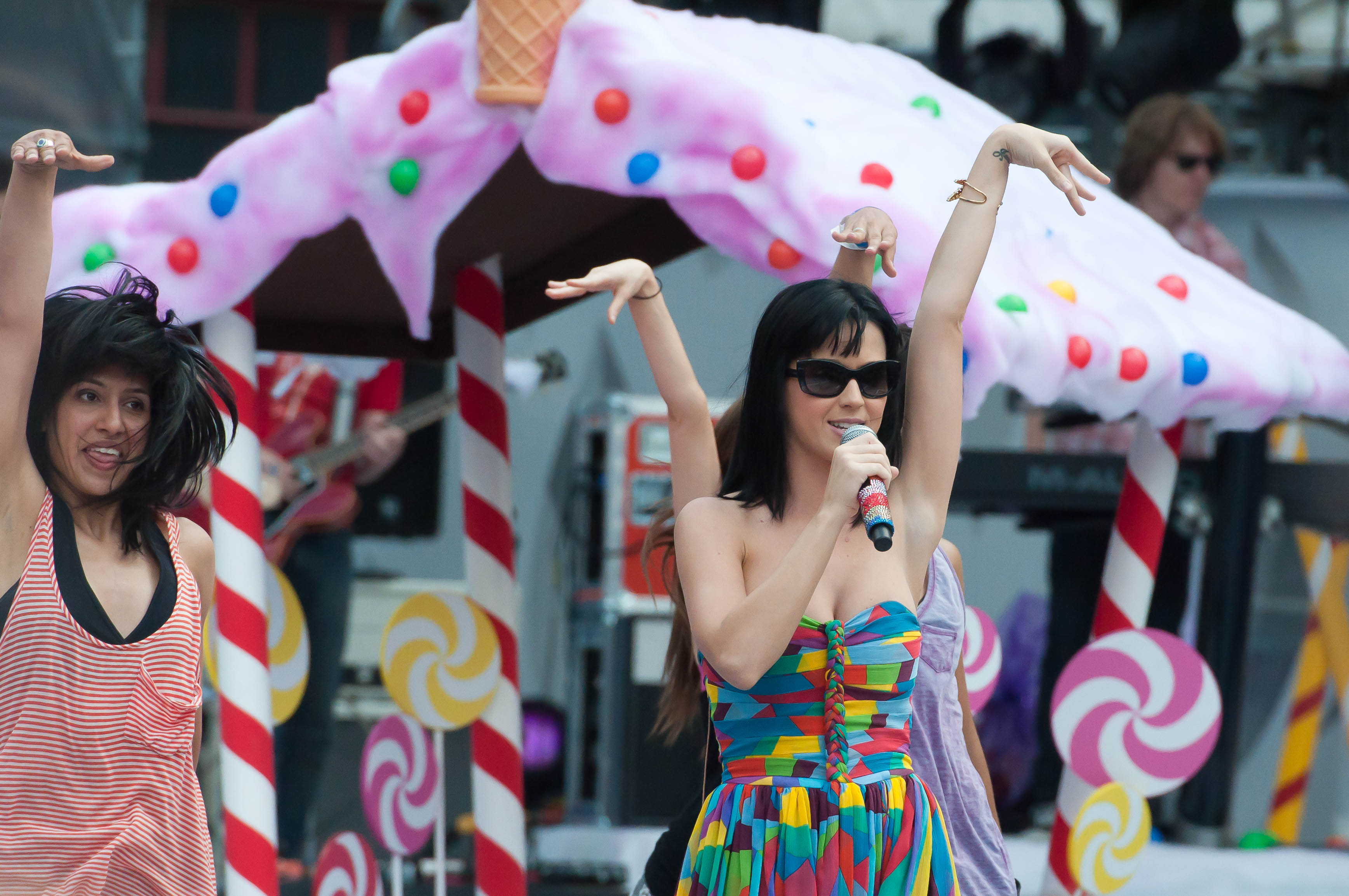
Katy Perry interpretando California Gurls.

Perry le comentó a la revista Entertainment Weekly, que la palabra del título de la canción, Gurls, es una referencia a "September Gurls" de Big Star. También le comentó la composición de "California Gurls" a la BBC Newsbeat: "Todo el mundo llevaba sus bebidas en el aire y estaban bailando, y pensé: 'No estamos en Nueva York, estamos en Los Ángeles! Y California?, Y todos los chicos, los árboles de palma y las pieles bronceadas?[...] Decidí que necesitaba una respuesta. Quiero que la gente compre un pasaje para ir a California y así escucharan mi música por primera vez".
El título de la canción fue tomada por el sencillo, "September Gurls" de la banda Big Star, la idea del título lo obtuvo el mánager de la cantante, Bradford, él es de Misisipi, y él es un gran fanático de Big Star. Él sugirió la variación ortográfica de la canción. Luego, Perry fue entrevistada por la revista Entertainment Weekly y dijo: "Y con la muerte de uno de sus miembros, yo acababa de escribir esa canción, y como es él, Katy, sólo para mí, hágame el favor de que el título de "California Gurls" ¿tenga la letra 'U'?. Las personas ni siquiera lo saben! No sé el catálogo completo de Big Star, pero lo hice porque Bradford es uno de mis mejores amigos, y pensé que era algo fabuloso, y ya sabes, los chicos y esas variaciones".

## Vídeo musical

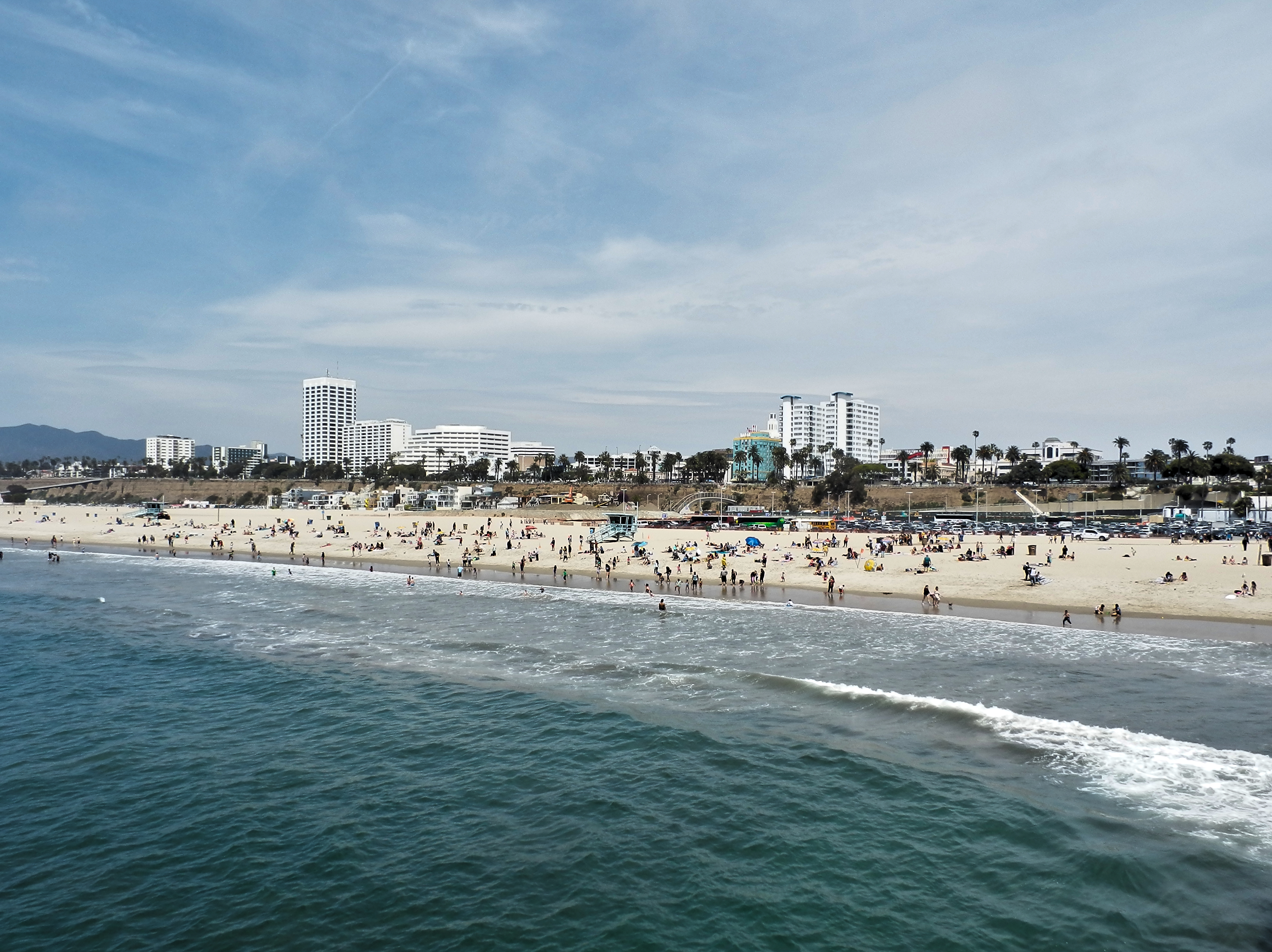
El vídeo musical cuenta con la inspiración de las playas de California, estado originario de Katy Perry.

El vídeo musical de "California Gurls" fue estrenado el 14 de junio de 2010, y en Latinoamérica fue lanzada por MTV el 17 de junio de 2010, en Los 10 + pedidos. Perry aparece con una peluca color azul en el vídeo, y el escenario fue inspirado en un juego de mesa llamado Candy Land. Los vestidos usados para la producción estuvieron a cargo del diseñador de modas Johnny Wujek. La filmación del vídeo se inició el 14 de mayo de 2010, y fue dirigido por el director de animación Mathew Cullen.
A enero de 2022, cuenta con más de 620 millones de reproducciones.

### Trama
En el vídeo musical, Perry es una pieza en un juego de mesa llamado Candyfornia. El guion está inspirado en Alicia en el país de las maravillas, Charlie y la fábrica de chocolate y el juego de mesa Candy Land. El escenario contiene mucho ornamentos como cupcakes, helados, algodón de azúcar, piruletas, ositos de goma y un muñeco de jengibre . A lo largo del video, Perry rescata a tres chicas de diferentes prisiones: un globo de chicle, del interior de una gelatina verde y un embalaje de plástico para caramelos. En cada coro, Perry aparece desnuda en una nube de algodón de azúcar.
Algunos sitios emblemáticos de California también aparecen, como el Paseo de la Fama, Hollywood Sign y algunas playas de la Costa Oeste, reproducidos todos con dulces de confitería.
Al final del vídeo, Perry se prepara para enfrentarse con el "gobernador" de Candyfornia, (Snoop Dogg), disparando crema batida con sus pechos como si de leche se tratara y derrotándolo junto con su ejército de ositos de goma.

## Actuaciones en directo

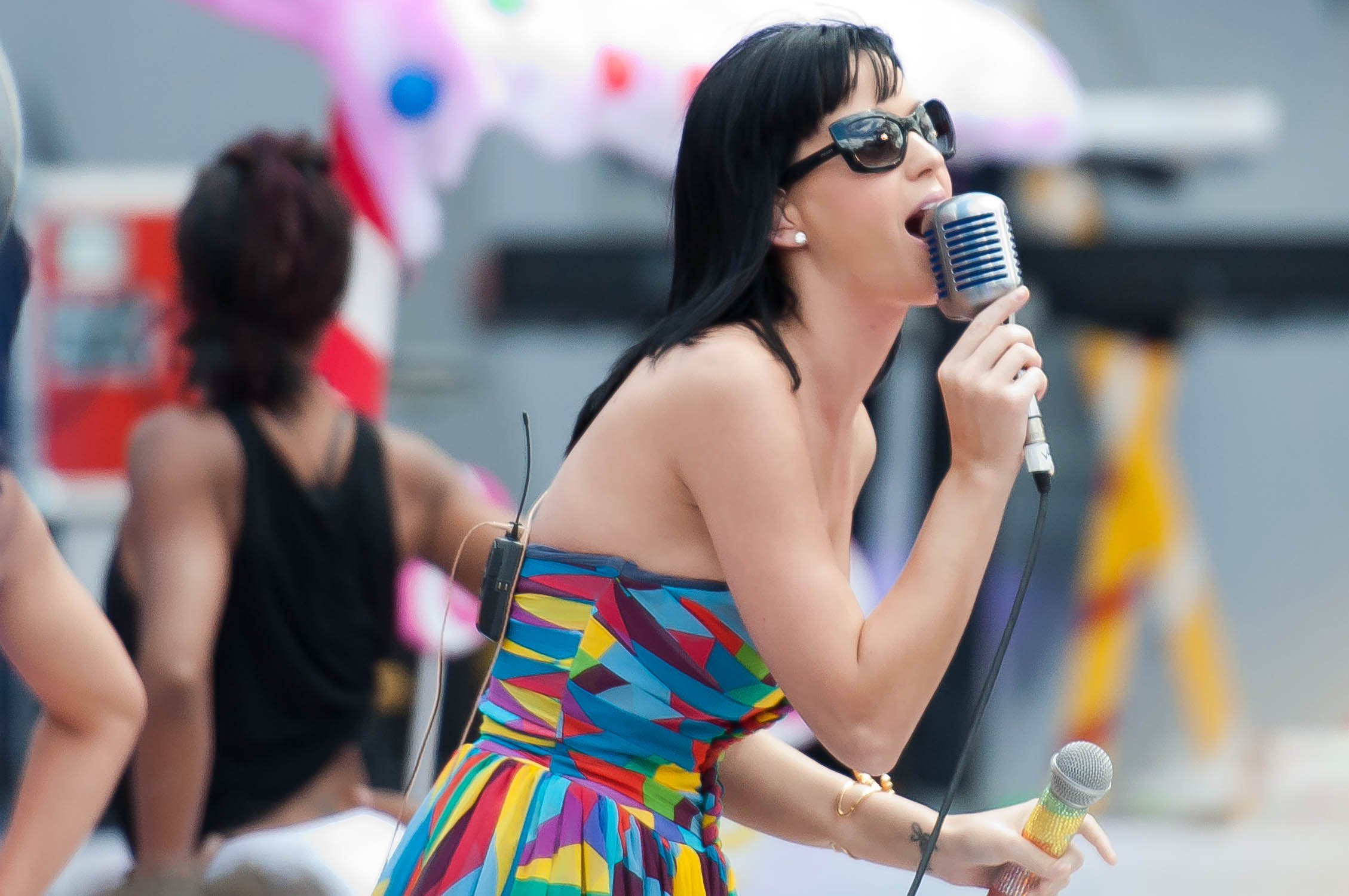
Katy Perry durante la interpretación de la canción en el MuchMusic Video Awards en junio de 2010.

Su primera actuación en directo, tuvo lugar en el CW Upfront 2010, transmitida por el canal estadounidense The CW Network, filmado en el Madison Square Garden en Nueva York. Perry también presentó «California Gurls» con Snoop Dogg y varios bailarines, durante la ceremonia de los MTV Movie Awards 2010, que tuvo lugar el 6 de junio. Perry dijo que estaba encantada de representar a la Costa Oeste en el "mágico resplandor" de Hollywood, y terminó diciendo, que esperaba que la canción sea la música de muchos amores de verano. La cantante hizo una presentación en los MuchMusic Video Awards 2010. Ella hizo una presentación en Alemania, en la ceremonia de premiación de German Next Topmodel el 9 de junio, donde aparece suspendida en un sol imaginario. Además, apareció en el Le Grand Journal el 12 de junio en Francia. Después de una lesión que tuvo en una fiesta en Toronto, Canadá. Le fue puesta 17 puntos en la pierna el 20 de junio. Sin embargo, Perry se presentó en el Live@Much, mostrando la mitad de la ortopedia. Luego, Perry publicó una nota en su Twitter: "Diecisiete puntos en la pierna. Así que no te dan risa de mi manera de bailar mañana. Gracias por el recordatorio Canadá". Perry hizo una presentación de la canción, en el programa de televisión, The Graham Norton Show, en el Reino Unido a finales de junio.

## Recepción

### Recepción crítica
«California Gurls» fue bien recibida por parte de los críticos. James Montgomery de MTV, dijo que "California Gurls" es una canción: "Grande, brillante, sin duda una canción pop de la playa, con los amigos y llena de sintetizadores". Al terminar dice que Snoop Dogg "aparece en medio de la canción para aportar una estrofa dedicada a las niñas hermosas de California que él ama". El crítico musical Nick Levine, de Digital Spy, también le dio una crítica positiva a la canción, comentó que "no es innovador, pero, "California Gurls" es pasárselo bomba, maravillosamente cautivante". La página web del periódico USA Today, la recibió de manera positiva: "California Gurls", con Snoop Dogg, es un brindis efervescente a la diversión de verano. En base de 2339 votos en iTunes la canción fue calificada con cuatro estrellas, las estrellas están basadas en los clientes de iTunes Store, la canción se clasificó primero en el iTunes Charts, que seleccionan las 100 canciones más descargadas. Snoop Dogg ha recibido críticas positivas de Christian Hoard de la revista Rolling Stone, quien dijo que: "Los versos de Snoop Dogg son ligeramente mejores que los versos de Perry" y, para completar, dice que: "La música del verano" quedará grabado en la mente de muchas personas". Bill Lamb de About.com dijo: "California Gurls" es "más un poco de diversión, y el pop que te hace soñar con el verano y las vacaciones que nos dejará en pocos meses". Brent Koepp de la página web de One Thirty BPM, dio un informe negativo a la canción, comentó que las letras son muy pobres, pero es una canción divertida.

### Posiciones en las listas
El 29 de mayo de 2010, "California Gurls" entró en las listas de los Estados Unidos, en el Billboard Hot 100 llegó en la posición número dos, el 19 de junio logró la primera posición permaneciendo en repertorio durante seis semanas. En la lista de Billboard Pop Songs, entró a la posición doce y el 3 de julio también alcanza el primer lugar permaneciendo seis semanas. El 21 de mayo de 2010, Billboard informó que la canción completa la rápida ascensión a la cima en la lista de Billboard Pop Songs de la radio, en más de cinco años. "California Gurls" registra el más rápido ascenso a la lista de Top Spot, desde que "Hollaback Girl" de Gwen Stefani también alcanzara el número uno en seis semanas en la lista del 21 de mayo de 2005. La canción fue la más vendida del año dentro de Estados Unidos con más de 4.5 millones de descargas
En otras lugares también tuvo éxito. En Canadá entró a la primera posición de la lista Canadian Hot 100, durando 9 semanas allí. En Europa, también tuvo éxito y logrando el primer lugar en las listas de fin de año con más de 320,000 copias vendidas. En el Reino Unido entró al primer puesto manteniéndose durante dos semanas consecutivas y logrando ventas por 730,000 copias ocupando el segundo lugar en las lista de fin de año, lo mismo en Escocia. En Irlanda y Polonia consiguió ubicarse en el primer puesto durante su segunda semana en esas listas. En Perú logró entrar en el 5 lugar y en su tercera semana logró el primer lugar por 5 semanas consecutivas. Accedió a las máximas posiciones en Austria, Bélgica, Dinamarca, Finlandia, Italia, Irlanda, Países Bajos, Suecia y Suiza donde permaneció de entre 7 y 8 semanas en primer. Ante todo, logró el primer puesto en el European Hot 100 en su tercera semana. La canción logró vender más de 6.700.000 millones de copias a nivel mundial, convirtiéndose en una de las canciones más exitosas del 2010.

### Listas musicales de canciones
| América         |                            |    |    |    |    |            |
| Argentina       | (Argentina Top 100)        | 80 | 24 | 2  | 23 | —          |
| Brasil          | (Brazil Hot 100)           | 65 | 1  | 3  | 31 | —          |
| Canadá          | (Canadian Hot 100)         | 1  | 1  | 9  | 34 | 4× Platino |
| México          | (40 Principales México)    | 35 | 10 | 3  | 5  | Oro        |
| Estados Unidos  | (Billboard Hot 100)        | 1  | 1  | 6  | 27 | 7× Platino |
| Estados Unidos  | (Airplay Top 100)          | 59 | 1  | 6  | 22 | 7× Platino |
| Estados Unidos  | (Pop Songs)                | 12 | 1  | 7  | 31 | 7× Platino |
| Estados Unidos  | (Radio Songs)              | 15 | 1  | 3  | 26 | 7× Platino |
| Estados Unidos  | (Hot Dance Club Play)      | 30 | 1  | 1  | 22 | 7× Platino |
| Estados Unidos  | (Digital Songs)            | 3  | 1  | 6  | 31 | 7× Platino |
| Estados Unidos  | (Adult Pop Songs)          | 3  | 1  | 6  | 31 | 7× Platino |
| Asia            |                            |    |    |    |    |            |
| Japón           | (Japan Hot 100)            | 96 | 10 | 1  |    | Oro        |
| Europa          |                            |    |    |    |    |            |
| Alemania        | (Singles Top 100)          | 4  | 3  | 3  | 18 | Platino    |
| Austria         | (Singles Top 75)           | 3  | 3  | 3  | 16 | Platino    |
| Bélgica         | (Ultratip Flanders)        | 17 | 7  | 2  | 14 | Oro        |
| Bélgica         | (Ultratip Wallonia)        | 7  | 7  | 2  | 10 | Oro        |
| Bulgaria        | (Singles Top 40)           | 37 | 3  | 1  | 16 | Platino    |
| Dinamarca       | (Singles Top 40)           | 21 | 5  | 3  | 19 | Oro        |
| Escocia         | (Singles Top 100)          | 1  | 1  | 2  | 45 | —          |
| España          | (Singles Top 50)           | 28 | 17 | 2  | 20 | Platino    |
| Finlandia       | (Finland Top 20)           | 2  | 2  | 1  | 9  | —          |
| Francia         | (Singles Top 100)          | 11 | 2  | 5  | 19 | —          |
| Hungría         | (Radios Top 40)            | 11 | 1  | 3  | 21 | —          |
| Irlanda         | (Top 50 Singles)           | 49 | 1  | 3  | 25 | 2× Platino |
| Italia          | (Italy Top 20)             | 5  | 3  | 2  | 16 | Platino    |
| Noruega         | (Singles Top 20)           | 7  | 5  | 1  | 21 | —          |
| Países Bajos    | (Single Top 100)           | 45 | 3  | 6  | 18 | —          |
| Polonia         | (Top 5 Airplay)            | 3  | 1  | 1  | 14 | Platino    |
| Portugal        | (Singles Top 50)           | 29 | 2  | 1  | 19 | —          |
| Reino Unido     | (UK Singles Chart)         | 1  | 1  | 2  | 25 | Platino    |
| República Checa | (Radio Top 100)            | 67 | 4  | 3  | 20 | —          |
| Suecia          | (Sverigetopplistan)        | 8  | 4  | 2  | 15 | Platino    |
| Suiza           | (Swiss Music Charts)       | 50 | 4  | 2  | 19 | Platino    |
| Continental     |                            |    |    |    |    |            |
| Europa          | (European Hot 100)         | 78 | 1  | 16 | 36 | -          |
| Mundo           | Top 40 Singles             | 2  | 1  | 8  | 31 |            |
| Oceanía         |                            |    |    |    |    |            |
| Australia       | (Australia Singles Top 50) | 3  | 1  | 4  | 38 | 6× Platino |
| Nueva Zelanda   | (New Zealand Top 40)       | 4  | 1  | 3  | 31 | Platino    |

## Lista de canciones
| Descarga digital (iTunes) |                                       |          |  |
| N.º                       | Título                                | Duración |  |
| 1.                        | «California Gurls» (Versión de álbum) | 3:56     |  |

| Disco compacto en Norteamérica (sencillo) |                                       |          |  |
| N.º                                       | Título                                | Duración |  |
| 1.                                        | «California Gurls» (Versión de álbum) | 3:56     |  |
| 2.                                        | «Hot n Cold» (Yelle Remix)            | 4:07     |  |

| Disco compacto en Reino Unido (Remixes) |                                                          |          |  |
| N.º                                     | Título                                                   | Duración |  |
| 1.                                      | «California Gurls» (Armand Van Helden Mix)               | 5:48     |  |
| 2.                                      | «California Gurls» (Armand Van Helden Dub)               | 4:55     |  |
| 3.                                      | «California Gurls» (Inner Party System Remix Main)       | 4:27     |  |
| 4.                                      | «California Gurls» (Inner Party System Remix Radio)      | 3:40     |  |
| 5.                                      | «California Gurls» (Manhattan Clique Extended Edit Main) | 4:44     |  |
| 6.                                      | «California Gurls» (Manhattan Clique Edit Main)          | 3:42     |  |
| 7.                                      | «California Gurls» (MSTRKRFT Remix Main)                 | 3:59     |  |
| 8.                                      | «California Gurls» (MSTRKRFT Remix Radio)                | 3:28     |  |
| 9.                                      | «California Gurls» (Passion Pit Remix Main)              | 4:23     |  |
| 10.                                     | «California Gurls» (Passion Pit Remix Radio)             | 3:11     |  |

| Anterior: «Not Afraid» de Eminem                                               | Canadian Hot 100 - Sencillo número uno 29 de mayo de 2010 - 30 de julio de 2010             | Siguiente: «Love the Way You Lie» de Eminem con Rihanna                    |
| Anterior: «OMG» de Usher con Will.i.am                                         | Billboard Hot 100 - Sencillo número uno 19 de junio de 2010 - 21 de julio de 2010           | Siguiente: «Love the Way You Lie» de Eminem con Rihanna                    |
| Anterior: «OMG» de Usher con Will.i.am                                         | Australian Singles Chart - Sencillo número uno 21 de junio de 2010 - 12 de julio de 2010    | Siguiente: «Love the Way You Lie» de Eminem con Rihanna                    |
| Anterior: «Stereo Love» de Edward Maya con Vika Jigulina                       | Irish Singles Chart - Sencillo número uno 24 de junio de 2010                               | Siguiente: «Love the Way You Lie» de Eminem con Rihanna                    |
| Anterior: «Wavin' Flag» de K'naan                                              | Scottish Singles Chart - Sencillo número uno 25 de junio de 2010 – 10 de julio de 2010      | Siguiente: «Airplanes» de B.o.B. con Hayley Williams                       |
| Anterior: «Shout» de Dizzee Rascal y James Corden                              | UK Singles Chart - Sencillo número uno 27 de junio de 2010 – 12 de julio de 2010            | Siguiente: «The Club Is Alive» de JLS                                      |
| Anterior: «Young Blood» de The Naked and Famous                                | New Zealand Singles Chart - Sencillo número uno 28 de junio de 2010 - 12 de julio de 2010   | Siguiente: «Love the Way You Lie» de Eminem con Rihanna                    |
| Anterior: «Alejandro» de Lady Gaga                                             | Brazil Hot 100 - Sencillo número uno 3 de julio de 2010 – 24 de julio de 2010               | Siguiente: «Só Rezo» de NX Zero                                            |
| Anterior: «Your Love is My Drug» de Kesha                                      | Pop Songs - Sencillo número uno 3 de julio de 2010 – 21 de agosto de 2010                   | Siguiente: «Love the Way You Lie» de Eminem con Rihanna                    |
| Anterior: «Gettin' Over You» de David Guetta & Chris Willis con Fergie & LMFAO | Billboard Hot Dance Airplay - Sencillo número uno 10 de julio de 2010 – 24 de julio de 2010 | Siguiente: «Cooler Than Me» de Mike Posner                                 |
| Anterior: «Wavin' Flag» de K'naan                                              | European Hot 100 - Sencillo número uno 17 de julio de 2010                                  | Siguiente: «Waka Waka (This Time for Africa)» de Shakira con Freshlyground |
| Anterior: «OMG» de Usher con Will.i.am                                         | Radio Songs - Sencillo número uno 31 de julio de 2010 – 21 de agosto de 2010                | Siguiente: «Love the Way You Lie» de Eminem con Rihanna                    |
| Anterior: «Alejandro» de Lady Gaga                                             | Polish Music Charts - Sencillo número uno 23 de julio de 2010 – 30 de julio de 2010         | Siguiente: «Can't Fight This Feeling» por Junior Caldera con Ellis-Be      |
| Anterior: «Hey, Soul Sister» de Train                                          | Rádiós Top 40 - Sencillo número uno 9 de agosto de 2010 – 6 de septiembre de 2010           | Siguiente: «Monday Morning» de Melanie Fiona                               |
| Anterior: «All the Lovers» de Kylie Minogue                                    | Hot Dance Club Play - Sencillo número uno 21 de agosto de 2010 – 28 de agosto de 2010       | Siguiente: «I Like It» de Enrique Iglesias con Pitbull                     |

## Créditos y personal
| - Voz principal: Katy Perry. - Compositores: Katy Perry, Snoop Dogg, Dr. Luke, Max Martin, Bonnie McKee y Benny Blanco. - Productores: Dr Luke, Max Martin y Benny Blanco. - Mezcla de sonido: John Hanes, Tepr, Serban Ghenea y GrandMarnier. | - Ingenieros de sonido: Emily Wright, Nick Banns, Sam Holland, Tina Kennedy y Tatiana Gottwald. - Bajo, batería, guitarra, sintetizador y teclado: Dr Luke, Max Martin y Benny Blanco. - Coordinación de producción: Gary "G" Silver. - Ingenieros ayudantes: Aniela Gottwald y Tom Roberts. |

## Historial de lanzamientos
| País           | Fecha               | Tipo                                       |
| -------------- | ------------------- | ------------------------------------------ |
| Estados Unidos | 7 de mayo de 2010   | Airplay, descarga digital y sencillo en CD |
| Mundial        | 11 de mayo de 2010  | iTunes Store                               |
| Alemania       | 11 de junio de 2010 | Sencillo en CD                             |
| Reino Unido    | 20 de junio de 2010 | Descarga digital y sencillo en CD          |